# Pattensen
Pattensen er en tysk by i Region Hannover i Niedersachsen, beliggende ca. 12 km syd for Hannover.

## Historie
Byen var hovedby i fyrstendømmet Calenberg til 1636, hvor administrationen flyttedes til Hannover.
Til 31. december 2004 hørte Pattensen til det tidligere regierungsbezirk Hannover, som på dette tidspunkt blev ophævet sammen med alle øvrige regierungsbezirke i Niedersachsen.

## Billeder
- Steinstraße
- Alte Wache
- Katolske kirke